# 多切斯特 (伊利諾伊州)
多切斯特（英語：Dorchester）是位於美國伊利諾伊州馬庫平縣的一個村落。

## 地理
多切斯特的座標為39°05′15″N 89°53′12″W / 39.08750°N 89.88667°W，而該地最高點為海拔高度180米（即591英尺）。

## 人口
根據2010年美國人口普查的數據，多切斯特的面積為1.86平方千米，當中陸地面積為1.86平方千米，而水域面積為0.00平方千米。當地共有人口151人，而人口密度為每平方千米81人。